# بسکتبال در المپیک تابستانی ۲۰۱۲
بسکتبال در المپیک ۲۰۱۲ برای ۲۸ ژوئیه تا ۱۲ اوت ۲۰۱۲ (۸ مرداد تا ۲۲ مرداد ۱۳۹۱) زمانبندی شده‌است. این مسابقات در زمین تازه تأسیس سالن بسکتبال لندن برگزار می‌شود با گنجایش ۱۲۰۰۰ صندلی و نیز ورزشگاه او۲ آرنا لندن (ورزشگاه گرینویچ شمالی- چراکه استفاده از نام تجاری در المپیک ممنوع است) در لندن برگزار می‌شود. تیم ملی بسکتبال مردان و زنان آمریکا از عناوین قهرمانی خود در دورهٔ گذشته دفاع خواهند نمود.

## روش مسابقات
دوازده تیم ملی منتخب در دو گروه شش تیمی قرار گرفته و مسابقه می‌دهند. بعد از برگزاری دور آغازین، ۴ تیم برتر گروه‌ها وارد مسابقات حذفی شده و به سمت مدال حرکت می‌نمایند.

## انتخابی
هر تیم صعود کرده شامل ۱۲ بازیکن برای تیم مردان و ۱۲ بازیکن برای تیم زنان است.

### میزبان
بسکتبال تنها مسابقاتی است که تیم میزبان نمی‌تواند به صرف میزبانی به آن راه یابد. تیم فعلی بریتانیای کبیر تا سال ۲۰۰۶ وجود نداشت و فیبا، سازمان جهانی بسکتبال، از اتحاد آیندهٔ بریتانیا (یعنی اینکه تمام کشورهای اسکاتلند، ولز، ایرلند شمالی و انگستان) بعد از اتمام مسابقات بیم داشت. در ملاقاتی که در لیون فرانسه در ۱۳ مارس ۲۰۱۱ (۲۲ اسفند ۱۳۸۹) صورت گرفت، هیئت اجرایی فیبا به تیم انگلستان اجازه داد تا به صورت مستقیم در مسابقات شرکت نماید

### مردان

تیم‌های منتخب شرکت‌کننده در المپیک تابستانی در رشتهٔ بسکتبال.

| مسابقات انتخابی                      | تاریخ                       | ورزشگاه    | مجوز | انتخابی             |
| ------------------------------------ | --------------------------- | ---------- | ---- | ------------------- |
| کشور میزبان                          | ۶ ژوئیه ۲۰۰۵                |            | ۱    | بریتانیا            |
| جام جهانی فیبا ۲۰۱۰                  | ۲۸ آگوست-۱۲ سپتامبر ۲۰۱۰    | ترکیه      | ۱    | ایالات متحده آمریکا |
| جام ملت‌های آفریقا فیبا ۲۰۱۰          | ۱۷–۲۸ اوت ۲۰۱۱              | ماداگاسکار | ۱    | تونس                |
| جام ملت‌های آمریکا فیبا ۲۰۱۰          | ۳۰آگوست تا ۱۱ سپتامبر ۲۰۱۱  | آرژانتین   | ۲    | آرژانتین · برزیل    |
| جام ملت‌های اقیانوسیه فیبا ۲۰۱۱       | ۷ تا ۱۱ سپتامبر ۲۰۱۱        | استرالیا   | ۱    | استرالیا            |
| جام ملت‌های اروپا فیبا ۲۰۱۱           | ۳۱ آگوست تا ۱۸ سپتامبر ۲۰۱۱ | لیتوانی    | ۲    | اسپانیا · فرانسه    |
| جام ملت‌های آسیا فیبا ۲۰۱۱            | ۱۵ ا ۲۵ سپتامبر ۲۰۱۱        | چین        | ۱    | چین                 |
| رقابت جهانی انتخابی المپیک فیبا ۲۰۱۲ | ۲ تا ۸ ژوئیه ۲۰۱۲           | ونزوئلا    | ۳    |                     |
| مجموع                                |                             |            | ۱۲   |                     |

### زنان

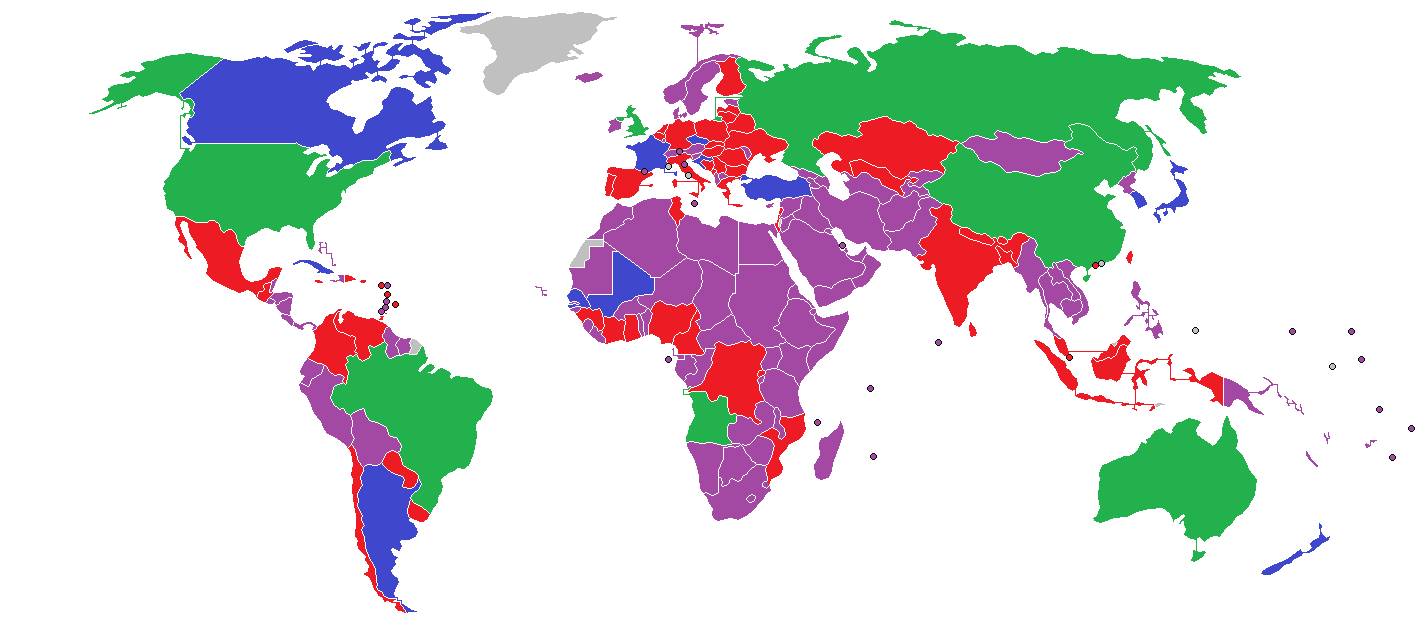
تیم‌های حاضر در المپیک تابستانی ۲۰۱۲ رشتهٔ بسکتبال، تیم‌هایی که اکنون انتخاب شده‌اند با رنگ سبز و تیم‌هایی مورد جدال با رنگ آبی و قرمز نمایانگر تیم‌های خذف شده و بنفش تیم‌های انتخاب نشده را نشان می‌دهد.

| مسابقات انتخابی                                     | تاریخ                      | ورزشگاه   | مجوز | انتخابی        |
| --------------------------------------------------- | -------------------------- | --------- | ---- | -------------- |
| کشور میزبان                                         | ۶ ژوئیه ۲۰۰۵               |           | ۱    | بریتانیای کبیر |
| فهرمانی جهان زنان فیبا ۲۰۱۱                         | ۲۳ سپتامبر تا ۳ اکتبر ۲۰۱۱ | جمهوری چک | ۱    | آمریکا         |
| جام ملت‌های اروپا ۲۰۱۱                               | ۱۸ جون تا ۳ ژوئیه ۲۰۱۱     | لهستان    | ۱    | روسیه          |
| جام ملت‌های زنان آسیا فیبا ۲۰۱۱                      | ۲۱–۲۸ اوت ۲۰۱۱             | ژاپن      | ۱    | چین            |
| جام ملت‌های زنان اقیانوسیه فیبا ۲۰۱۱                 | ۷–۱۱ سپتامبر ۲۰۱۱          | استرالیا  | ۱    | استرالیا       |
| جام ملت‌های آمریکا فیبا ۲۰۱۱                         | ۲۴ سپتامبر تا ۱ اکتبر ۲۰۱۱ | کلمبیا    | ۱    | برزیل          |
| جام ملت‌های زنا آفریقا ۲۰۱۱                          | ۲۳ سپتامبر تا ۲ اکتبر ۲۰۱۱ | مالی      | ۱    | آنگولا         |
| ۲۰۱۲ رقابت جهانی انتخابی المپیک فیبا ۲۰۱۲ برای زنان | ۲۵ جون تا ۱ ژوئیه ۲۰۱۲     | ترکیه     | ۵    |                |
| مجموع                                               |                            |           | ۱۲   |                |

## روش برگزاری
دوازده تیم برگزیده در دو گروه شش تیمی به صورت دوره‌ای مسابقه داده و در نهایت ۴ تیم برتر دو گروه به دور حذفی راه می‌یابند.

### تقویم مسابقات
| م | مقدماتی | ¼ | یک چهارم نهایی | ½ | نیمه نهایی | پ | پایانی |

| Event↓/Date → | شن ۲۸ | ۱ش ۲۹ | ۲ش ۳۰ | ۳ش ۳۱ | ۴ش ۱ | ۵ش ۲ | ج ۳ | شن ۴ | ۱ش ۵ | ۲ش ۶ | ۳ش ۷ | ۴ش ۸ | ۵ش ۹ | ج ۱۰ | ش ۱۱ | ۱ش ۱۲ |
| ------------- | ----- | ----- | ----- | ----- | ---- | ---- | --- | ---- | ---- | ---- | ---- | ---- | ---- | ---- | ---- | ----- |
| مردان         |       | م     |       | م     |      | م    |     | م    |      | ب    |      | ¼    |      | ½    |      | پ     |
| زنان          | م     |       | م     |       | م    |      | م   |      | ب    |      | ¼    |      | ½    |      | پ    |       |

- روزهای هفته به صورت مخفف بکار رفته‌است.
- تاریخ بازی‌های از شنبه ۲۸ ژوئیه (۷ مرداد) تا ۱۲ آگوست (۲۲ مرداد)

### مسابقات مردان
قرعه‌کشی برای گروه‌بندی در تاریخ ۳۰ آوریل ۲۰۱۲ صورت گرفت.
| گروه الف            | گروه ب   |
| ------------------- | -------- |
| آرژانتین            | استرالیا |
| فرانسه              | برزیل    |
| لیتوانی             | چین      |
| نیجریه              | انگلستان |
| تونس                | روسیه    |
| ایالات متحده آمریکا | اسپانیا  |

### مسابقات زنان
قرعه‌کشی گروه‌بندی مسابقات زنان در ۳۰ آوریل ۲۰۱۲ انجام شد.
| گروه الف | گروه ب         |
| -------- | -------------- |
| آنگولا   | استرالیا       |
| چین      | برزیل          |
| آمریکا   | بریتانیای کبیر |
| چک       | روسیه          |
| کرواسی   | کانادا         |
| ترکیه    | فرانسه         |

## داوران
فدراسیون بین‌المللی بسکتبال (فیبا) ۳۰ داور را برای قضاوت در مسابقات رسمی المپیک ۲۰۱۲ برگزید.
| - مراکش سمیر آباکیل - ترکیه رسپ آنکارا - اسپانیا خوان کارلوس آرتگا - استرالیا مایکل آیلین - صربستان ایلیا بلوشویچ - هند سنهال بندیک - پورتوریکو ج. رج آنیبال کاریون - ایتالیا گویرینوکارباچ - روسیه النا چرنووا - یونان کریستوس کروستویولوس | - فرانسه کارلو دلایونه - آرژانتین پابلو آلبرتو استوز - برزیل مارکوس فرونیس بینتو - کنیا ویتالیس اودیهامبو گوده - ایالات متحده آمریکا فلیسیا آندز گرینتر - فنلاند کارل جانگرباند - ایالات متحده آمریکا ویلیام جن کندی - ایتالیا لوییجی لامونیکا - لتونی اولگز لاتسوس - آلمان رابرت لاترموزر | - برزیل کریستیانو جسوس مارانهو - استرالیا واگن چالرز می‌بری - لبنان رباح نجیمی - چین لیمگ پنگ - اسلوونی ساسا پوکل - اوکراین بوریس ریشیک - آرژانتین فرناندو خورخه سامپیترو - کانادا استفان سیبل - ژاپن شوکو ساگروئو - پورتوریکو خورخه وازکوئز |

### جدول مدال‌ها
| ۱     | ایالات متحده آمریکا | ۲ | ۰ | ۰ | ۲ |
| ۲     | فرانسه              | ۰ | ۱ | ۰ | ۱ |
| ۲     | اسپانیا             | ۰ | ۱ | ۰ | ۱ |
| ۴     | استرالیا            | ۰ | ۰ | ۱ | ۱ |
| ۴     | روسیه               | ۰ | ۰ | ۱ | ۱ |
| مجموع | مجموع               | ۲ | ۲ | ۲ | ۶ |

## رده‌بندی نهایی
| رده                         | مردان               | مردان | مردان | مردان | زنان                | زنان | زنان | زنان |
| رده                         | تیم                 | بازی  | برد   | باخت  | تیم                 | بازی | برد  | باخت |
| --------------------------- | ------------------- | ----- | ----- | ----- | ------------------- | ---- | ---- | ---- |
| 1                           | ایالات متحده آمریکا | ۸     | ۸     | ۰     | ایالات متحده آمریکا | ۸    | ۸    | ۰    |
| 2                           | اسپانیا             | ۸     | ۵     | ۳     | فرانسه              | ۸    | ۷    | ۱    |
| 3                           | روسیه               | ۸     | ۶     | ۲     | استرالیا            | ۸    | ۶    | ۲    |
| چهارم                       | آرژانتین            | ۸     | ۴     | ۴     | روسیه               | ۸    | ۵    | ۳    |
| حذف‌شدگان دور یک چهارم نهایی |                     |       |       |       |                     |      |      |      |
| پنجم                        | برزیل               | ۶     | ۴     | ۲     | ترکیه               | ۶    | ۴    | ۲    |
| ششم                         | فرانسه              | ۶     | ۴     | ۲     | چین                 | ۶    | ۳    | ۳    |
| هفتم                        | استرالیا            | ۶     | ۳     | ۳     | چک                  | ۶    | ۲    | ۴    |
| هشتم                        | لیتوانی             | ۶     | ۲     | ۴     | کانادا              | ۶    | ۲    | ۴    |
| حذف‌شدگان دور اول (رده پنجم) |                     |       |       |       |                     |      |      |      |
| نهم                         | بریتانیای کبیر      | ۵     | ۱     | ۴     | برزیل               | ۵    | ۱    | ۴    |
| دهم                         | نیجریه              | ۵     | ۱     | ۴     | کرواسی              | ۵    | ۱    | ۴    |
| حذف شدگان دور اول (رده ششم) |                     |       |       |       |                     |      |      |      |
| یازدهم                      | تونس                | ۵     | ۰     | ۵     | بریتانیای کبیر      | ۵    | ۰    | ۵    |
| دوازدهم                     | چین                 | ۵     | ۰     | ۵     | آنگولا              | ۵    | ۰    | ۵    |